# Rue Eugène Ysaye
La rue Eugène Ysaye est une rue du centre de Liège dans le quartier latin reliant la place Saint-Jacques au boulevard Piercot.

## Odonymie
Depuis sa création sans doute pendant la première moitié du XIXe siècle, cette artère s'appelait la rue Derrière Saint-Jacques faisant référence à l'église Saint-Jacques dont la tour se dresse au bord de la rue. La rue prend ensuite le nom de rue Saint-Jacques en 1863 puis devient la rue Eugène Ysaye en 1933, soit deux années après le décès du célèbre violoniste et compositeur liégeois Eugène Ysaÿe.

## Situation et description
Cette paisible rue pavée, plate et rectiligne mesurant approximativement 125 mètres relie la place Saint-Jacques au boulevard Piercot. Elle est parallèle au boulevard d'Avroy et fait face au bâtiment du conservatoire royal de Liège situé sur le boulevard Piercot.

## Architecture
Placé à une vingtaine de mètres en retrait de la rue mais non visible car masqué par une construction plus récente, l'immeuble situé au no 6 a été bâti à la fin du XVIIIe siècle dans un style néo-classique. Les façades avant et arrière sont réalisées en briques enduites de couleur blanche.

## Voies adjacentes
- Rue du Vertbois
- Place Saint-Jacques
- Place Émile Dupont
- Boulevard Piercot